# ASPO

Logo der ASPO Deutschland

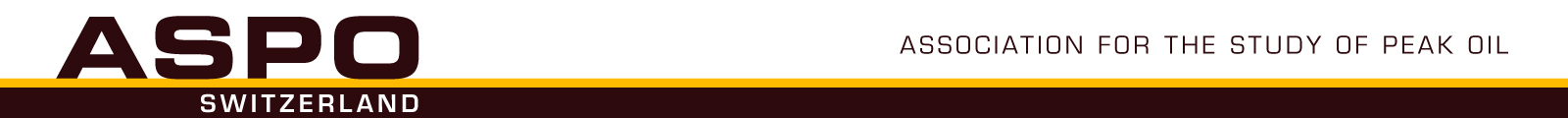
Logo der ASPO Schweiz

Die ASPO (Association for the Study of Peak Oil and Gas) ist ein weltweites Netzwerk von Wissenschaftlern, Ökonomen, Politikern und Journalisten, das die Öffentlichkeit auf das angenommene globale Fördermaximum von Erdöl (Peak Oil) und Erdgas aufmerksam macht. Des Weiteren wird dessen Zeitpunkt sowie der Rückgang der Förderraten untersucht, über die möglichen Auswirkungen informiert und über Lösungsansätze diskutiert.

## Positionen
Die ASPO datiert das globale Maximum an Neufunden von Erdöllagerstätten auf das Jahr 1964 (Peak Discovery), gefolgt vom globalen Ölfördermaximum an konventionellem Rohöl im Jahr 2005 (Peak Production). Zwar habe man seitdem die Ölproduktion aus unkonventionellen Quellen wie den Polarregionen, der Tiefsee, Teersanden oder dichten Gesteinen steigern können, jedoch reicht dies laut Analyse der ASPO nicht aus, um den Wegfall der sich erschöpfenden konventionellen Öllagerstätten längerfristig auszugleichen.

## Geschichte und Vereinsstruktur
Die ASPO wurde im Jahr 2001 durch den britischen Erdölgeologen Colin J. Campbell gegründet. Diese Initiative stand Pate bei der Gründung der ASPO Deutschland und ASPO Schweiz im Jahr 2006 (letztere aufgelöst Ende 2018).
Präsident der ASPO International ist der schwedische Physikprofessor Kjell Aleklett. Vorsitzender der ASPO Deutschland ist der Ingenieur Jörn Schwarz. Vorsitzender der ASPO Schweiz war der Geologe Walter Stocker.